# Schizomyia altifila
Schizomyia altifila är en tvåvingeart som först beskrevs av Ephraim Porter Felt 1907.  Schizomyia altifila ingår i släktet Schizomyia och familjen gallmyggor.
Artens utbredningsområde är New York. Inga underarter finns listade i Catalogue of Life.